# NOTAR

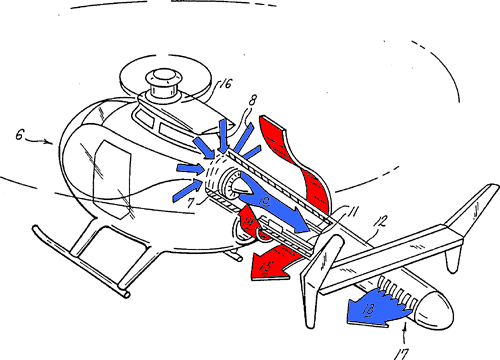
Diagrama que mostra el moviment de l'aire a través del sistema NOTAR.

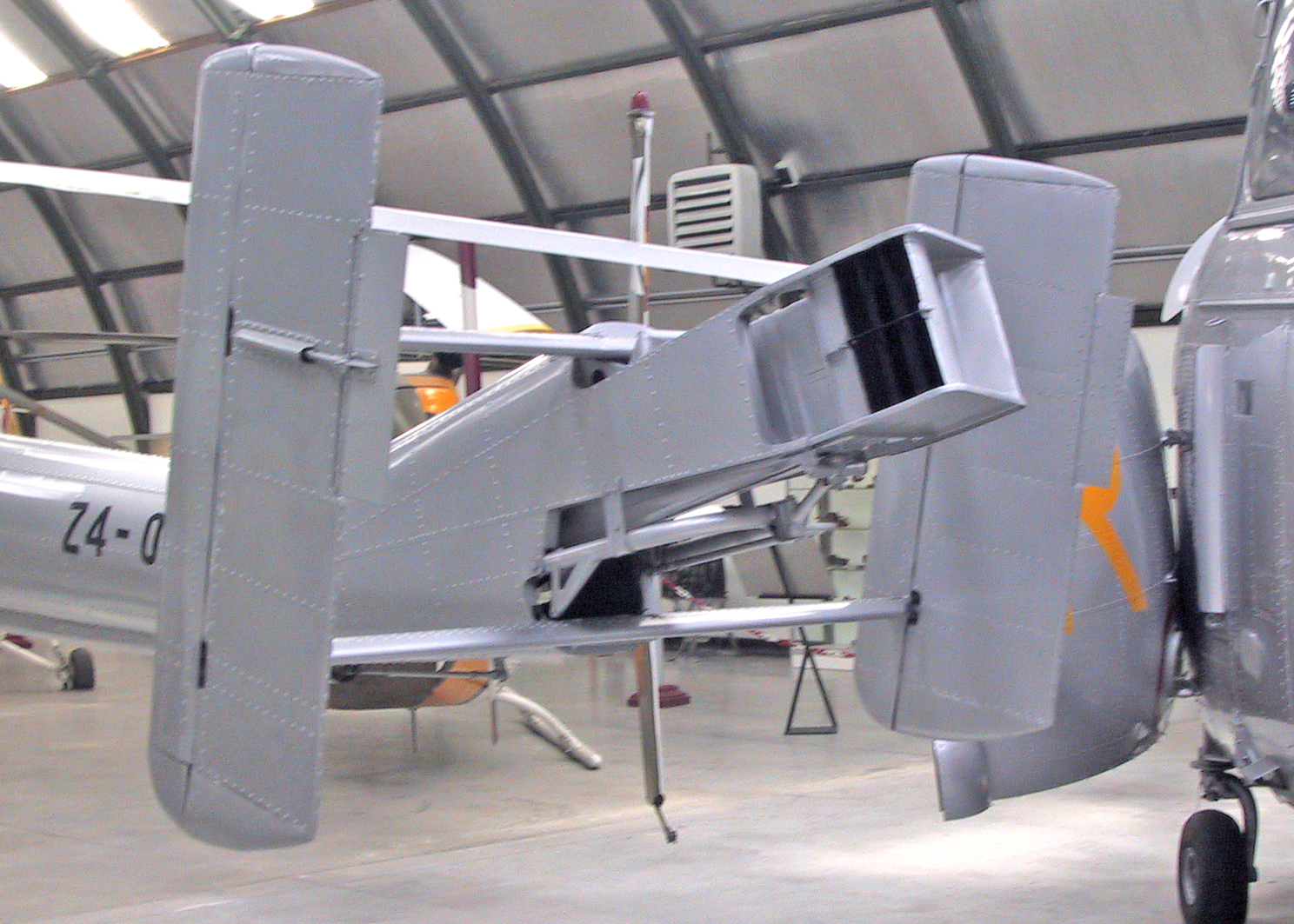
Detall del sistema deflector dels gasos de la combustió del motor del Aerotécnica AC-14, que substituïa el rotor de cua, i és similar a l'actual sistema NOTAR.

El NOTAR (acrònim en anglès de NOTAil Rotor, en català «sense rotor de cua») és un sistema de compensació de l'efecte causat pel parell motor del rotor principal dels helicòpters que es caracteritza, com el seu nom indica, per estar desproveït del rotor de cua de l'aparell i realitzar aquesta compensació mitjançant un raig d'aire de direcció i força variables mitjançant els pedals.

## Descripció
El tercer principi de la dinàmica estableix que "tota força d'acció provoca una força de reacció de la mateixa intensitat i direcció, però en sentit oposat". Per això, un helicòpter amb un motor que fa força per girar un rotor en l'aire tendeix a desplaçar el seu fuselatge en sentit oposat a aquesta rotació (ja que el motor va unit al fuselatge). Aquest efecte és compensat pel NOTAR permetent que l'aparell estigui amb el seu fuselatge quiet respecte a un observador a terra.
Tradicionalment aquest efecte del parell motor s'ha compensat amb un petit rotor situat a la cua, però amb l'arribada de diferents tipus de motors de reacció als helicòpters, els gasos calents d'escapament que produeixen s'han pogut utilitzar per a aquest propòsit gràcies a la tecnologia NOTAR.

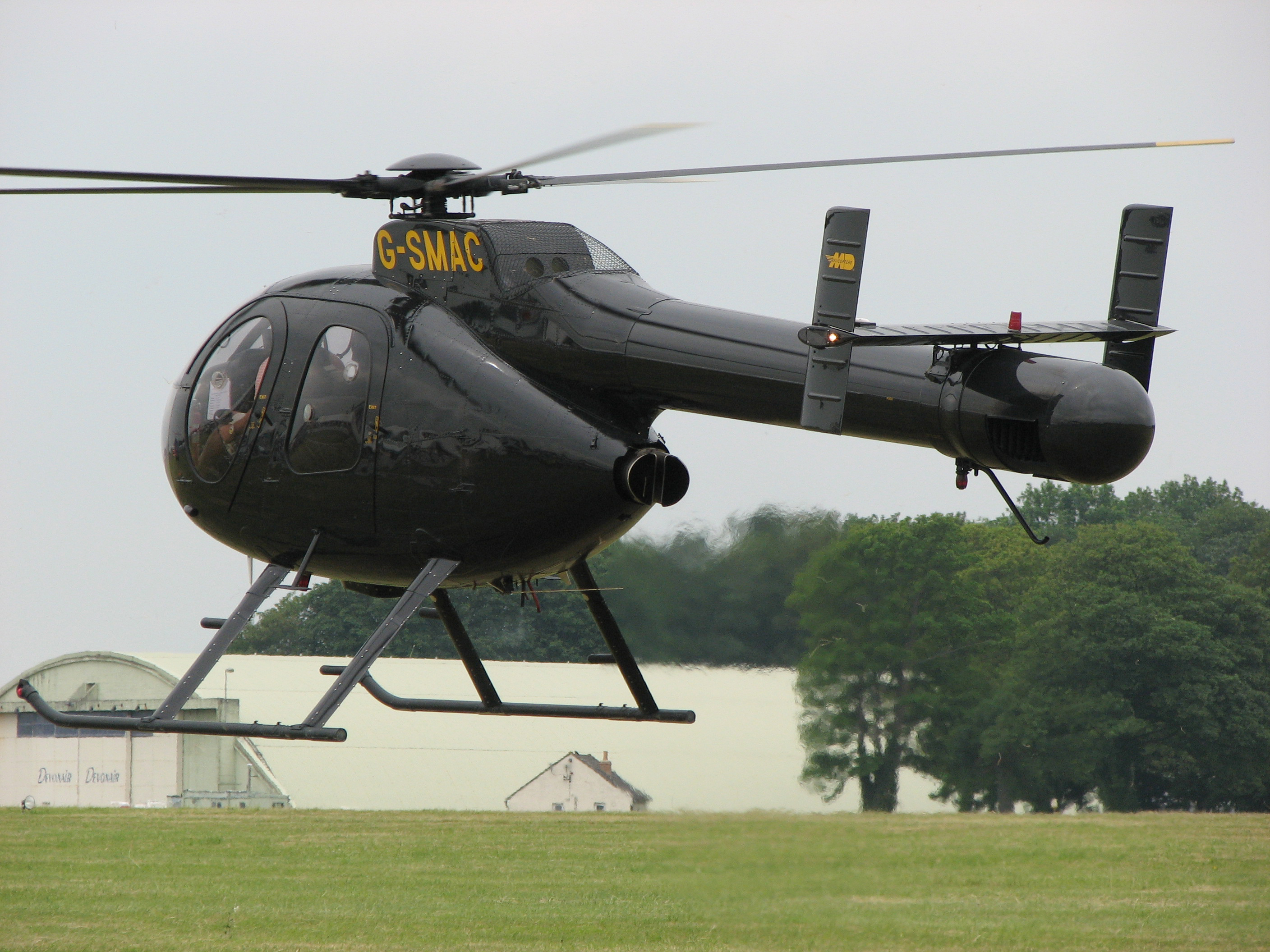
MD 520N.

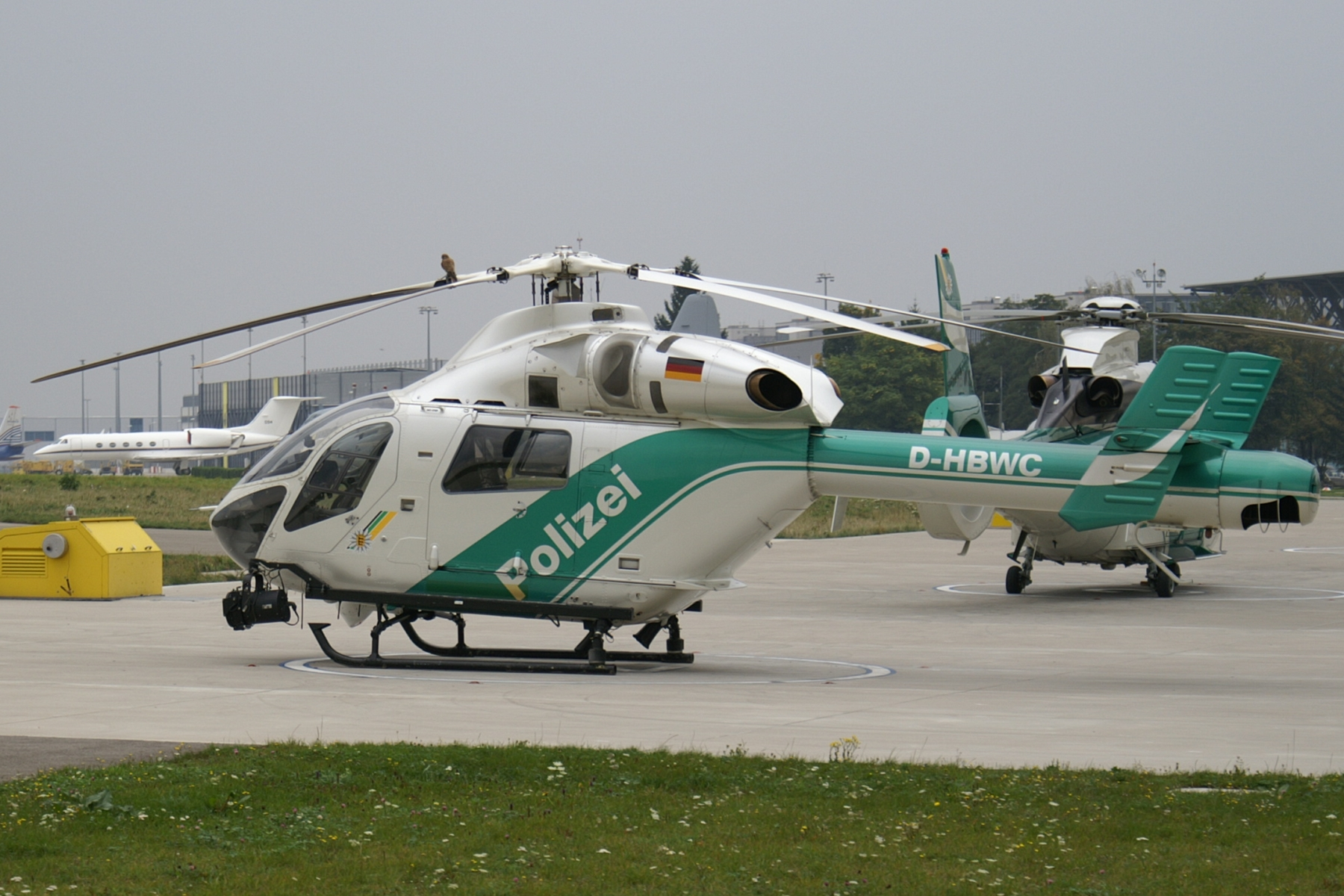
MD 902 de la Policia Federal Alemanya.

1. Presa d'aire.
2. Ventilador de pas variable.
3. Travesser de cua amb obertures Coanda.
4. Estabilitzadors verticals.
5. Raig impulsor directe.
6. Deflexió descendent.
7. Secció del travesser de cua, efecte Coanda.
8. Empenta antiparell.

## Tecnologies alternatives
Alternatives al NOTAR:
- Rotor de cua convencional
- Fenestron
- Rotors coaxials
- Rotors en tàndem
- Rotors entrellaçats